# Le Papillon

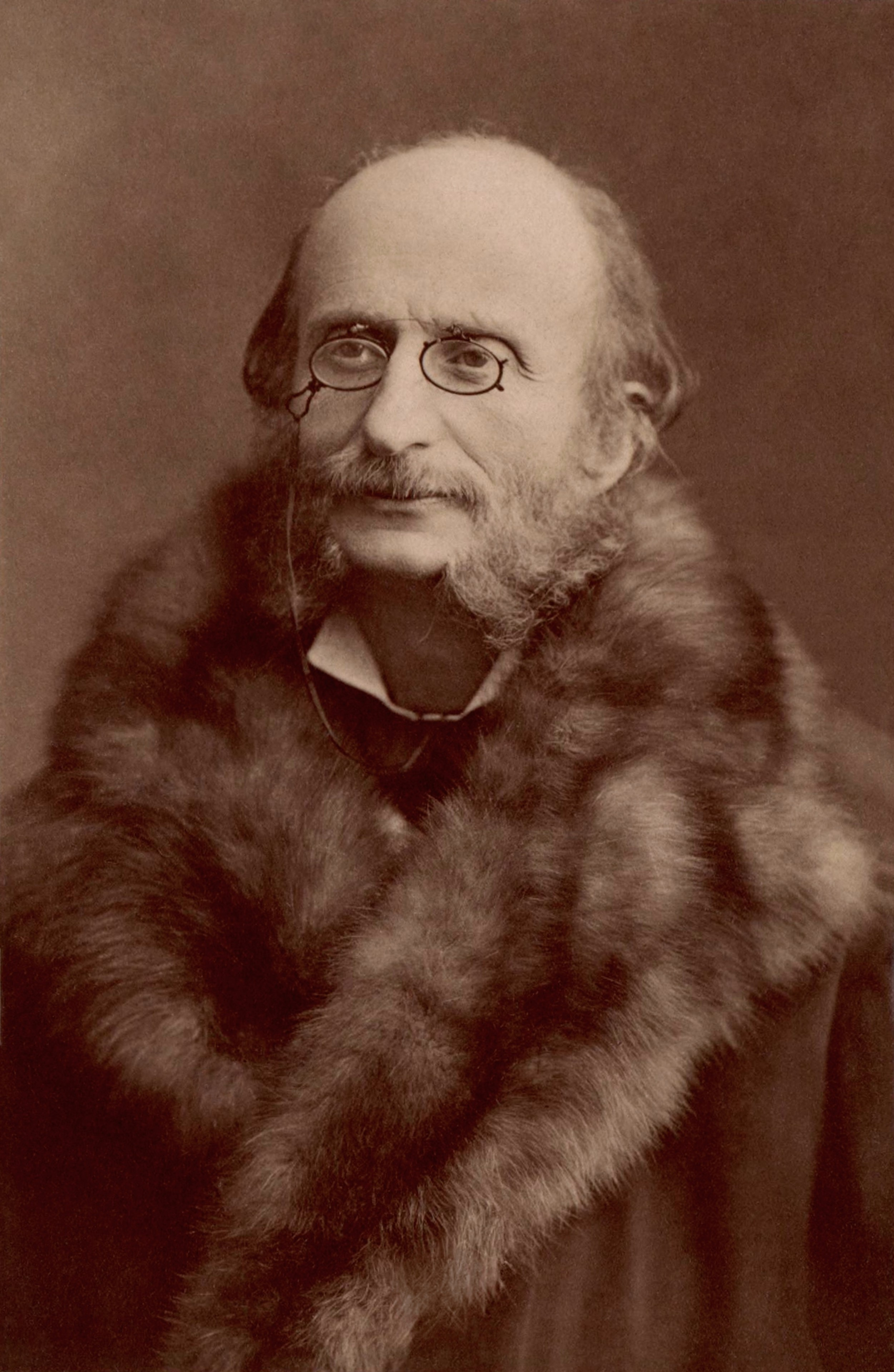
Jacques Offenbach

Le Papillon (franska ”Fjärilen”) är en balett i två akter (fyra scener) med musik av Jacques Offenbach från 1860 och med koreografi av Marie Taglioni till ett libretto av Jules-Henri Vernoy de Saint-Georges. Det var Offenbachs första balett och den enda där Taglioni gjorde koreografin själv. Efter dansösen Emma Livrys tragiska död 1863 försvann baletten från repertoaren.

## Historia
Le Papillon hade premiär på Parisoperans balett i Salle Le Peletier den 26 november 1860 efter en föreställning av Gaetano Donizettis opera Lucia di Lammermoor. Huvudrollerna dansades av Emma Livry (Farfalla/Fjärilen), Louis Mérante (Prins Djalma), Louise Marquet (Fen Hamza) och Mme. Simon (Diamantfen). Premiären och den andra föreställningen bevistades av kejsaren Napoleon III.
Stycket Valse des rayons, från andra scenen i akt I, återanvände Offenbach som balettmusik i akt III i sin opera Die Rheinnixen (1864) och andra delar av musiken sattes in i den franska versionen av Whittington, Le Chat du diable (1893). Doktor Miracles aria "Eh! oui, je vous entend!" i Antonia-akten av Hoffmanns äventyr härstammar från Bohémiana i Le Papillon. Valse des rayons blev också en apachedans på Moulin Rouge i Paris, och användes också i musikalen Teaterbåten 1927 som del av Trocadero scene.
Marius Petipa skapade en utökad iscensättning i fyra akter för Mariinskijbaletten där Léon Minkus bearbetade Offenbachs partitur. Den versionen hade premiär i januari 1874 på Bolsjojteatern i Sankt Petersburg med Jekaterina Vazem (Farfalla/Fjärilen), Lev Ivanov (Prins Djalma), Paul Gerdt (Patimate), Mathil'da Madaeva (Fen Hamza) och Lubov Radina (Diamantfen). Petipa lade till en variation för Grand pas des papillons medelest en vals av Luigi Venzano speciellt för Jekaterina Vazem – denna variation blev känd som Pas Vazem, och var mycket hyllad bland balettinitierade i Sankt Petersburg.
Efter att ha rekonstruerat andra aktens pas de deux för Paris 1977 utifrån samtida anteckningar satte Pierre Lacotte upp hela baletten upp på Roms opera 1982.
Partituret användes till en balett med titeln Utopia koreograferad av Elsa-Marianne von Rosen för Göteborgsoperans Danskompani 1974. I stället för att sätta upp hela baletten valde Frederick Ashton ut delar av musiken till ett pas de dexu med titeln Scène dansante, först gången framfört av Merle Park och David Wall i Aldeburgh 1975 och sedan på en välgörenhetsgala på Adelphi Theatre i London 1977.

## Personer

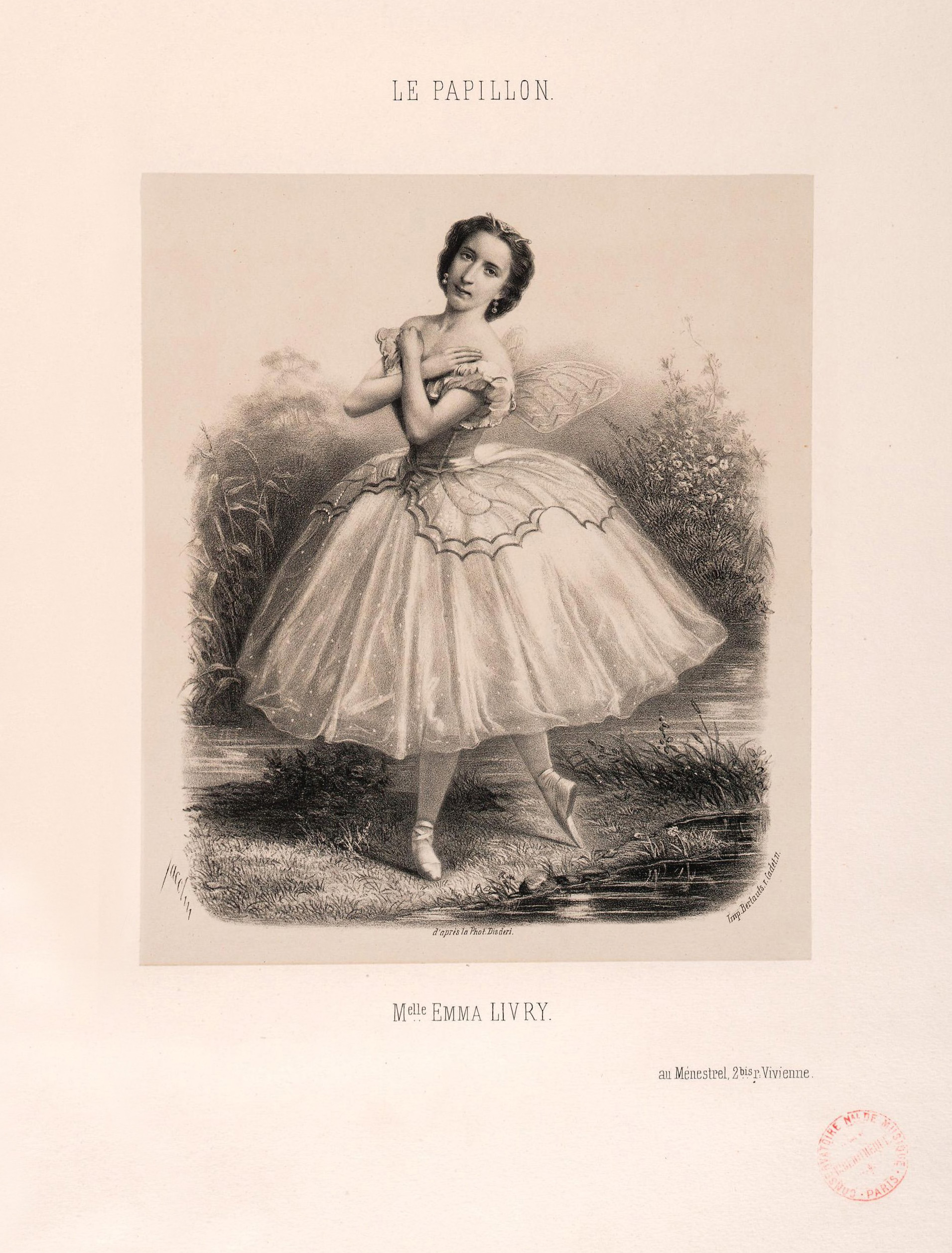
Emma Livry i baletten Le Papillon (gravyr från 1860)

| Roller        | Premiärbesättning 26 november 1860, (Dirigent: ?) |
| ------------- | ------------------------------------------------- |
| Farfalla      | Emma Livry                                        |
| Djalma, prins | Louis-Alexandre Mérante                           |
| Hamza, fe     | Louise Marquet                                    |

## Handling

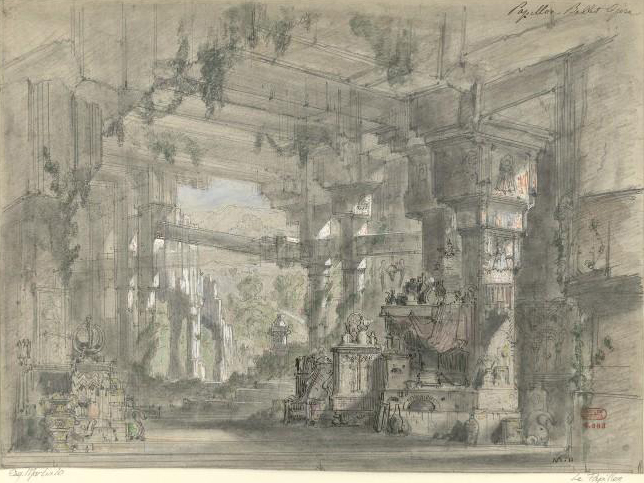
Dekor av Hugues Martin till Akt 1 tablå 1 av Le Papillon

Baletten utspelas i Tjerkessien. Efter förspelet öppnar första tablån med att den elaka gamla fen Hamza hotar sin tjänare. Hamza förde en gång bort emiren dotter Farfalla, som nu tjänar som hennes piga. När hon ser sig i spegeln önskar Hamza att hon var vacker igen och redo för frieri, men för detta krävs att hon blir kysst av en ung prins.
Prins Djalma och hans följe vilar ut efter en jakt. Alla njuter av mat och vin, men guvernanten misstänker att Farfalla är den kidnappade prinsessan. Prinsen dansar med pigan och tackar henne med en kyss. Den berusade Hamza retas av de andra och flyr i ren ilska efter att lurat in Farfalla i en kista med en magisk krycka. När kistan öppnas flyger en vacker fjäril ut. Fjärilen fladdrar runt i rummet innan Hamza jagar ut den.

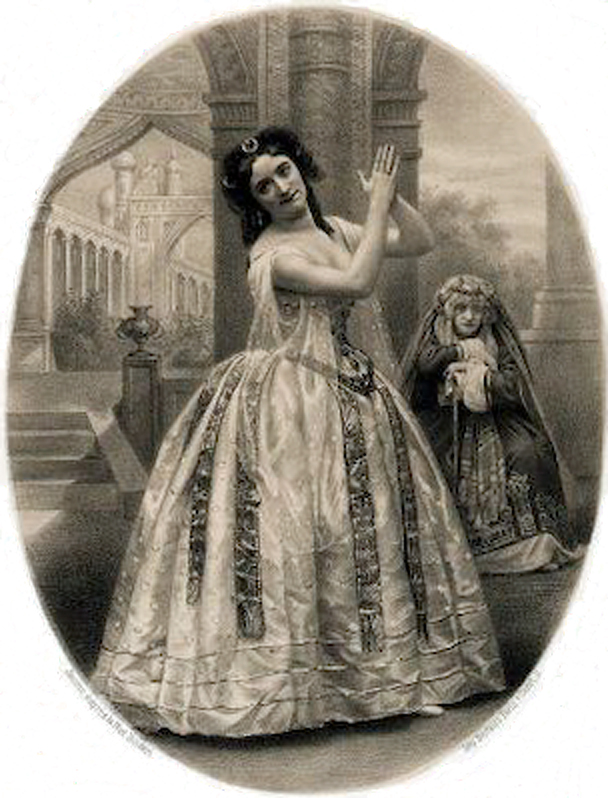
Marquet som fen Hamza

Efter att prinsen och hans följe har lämnat Hamzas slott når de en skog där fjärilar snart syns. När prinsen lyckas fånga in en av dem mot ett träd förvandlas den genast till en gråtande flicka. Hon segnar medvetslöst till marken och vid närmare syn visar det sig vara pigan som prinsen dansade med. Hon vaknar till och förenar sig med de andra.
Hamza anländer med sin trädgårdsmästare. Med den magiska kryckan lyckas hon lokalisera pigan bland fjärilarna och fångar in henne i ett nät. Men när hon vänder ryggen till försöker trädgårdsmästaren Patimate hjälpa Farfalla. Han vidrör Hamza med sin stav och hon fryser till is varpå fjärilarna fångar in henne i nätet. Under tiden berättar Patimate för prinsen om Farfallas sanna identitet. Han glömmer dock sin magiska stav och en leprechaun stjäl den och rusar iväg. Prinsen för med sig fen till sin farbrors slott.
Akt II börjar i emiren Ismaëls slott där de lyckliga Djalma och Farfalla anländer i en gyllene kaross. Det visar sig att Farfalla är emirens dotter och är därmed lämplig att gifta sig med hans brorson Djalma. Men när prinsen försöker omfamna sin älskade påminner Farfalla honom att han inte för så länge sedan önskade krossa en fjäril mot ett träd. Djalma försöker ånyo kyssa henne, men Hamza kastar sig emellan dem och får kyssen som var ämnad för Farfalla. Förtrollningen lyckas och hon förvandlas till en ung, vacker flicka. Prinsen blir förvirrad av att se två vacka flickor. Han uppvaktar den föryngrade fen i hopp om att Farfalla ska kasta sig i hans armar, men Hamza flyr ilsket och söver ned prinsen medan Farfalla åter blir en fjäril. Emirens slott förvandlas till en park.
Den sista tablån utspelas i en stor park. Prinsen vaknar och finner sig omsvärmad av fjärilar, däribland hans älskade Farfalla. Hamza kommer in med sina fyra systrar och förbereder bröllopet. Hon kallar på en orkester av gyllene harpor och fackelbärare. Farfalla lockas till dess sken men hon bränner sina vingar. Hon återtar sin rätta gestalt och faller samman i prinsens armar. Hamzas systrar bryter sönder den magiska kryckan och tillsammans förvandlar de Hamza till en staty. Bröllopet mellan prinsen och Farfalla går av stapeln.